# NGC 2104
NGC 2104 је спирална галаксија у сазвежђу Сликар која се налази на NGC листи објеката дубоког неба.
Деклинација објекта је - 51° 33' 11" а ректасцензија 5h 47m 4,2s. Привидна величина (магнитуда) објекта NGC 2104 износи 12,6 а фотографска магнитуда 13,2. Налази се на удаљености од 12,396 милиона парсека од Сунца. NGC 2104 је још познат и под ознакама ESO 205-2, AM 0545-513, IRAS 05459-5133, PGC 17822.